# Adolf Jensen (Politiker)

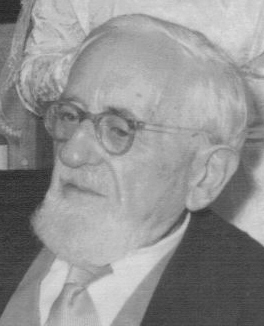
Adolf Jensen im Januar 1961

Adolf Jensen (* 23. Januar 1878 in Landwehr, Quarnbek, Kreis Kiel; † 6. Februar 1965 in Aurich) war Professor für Methodik und Didaktik, deutscher Politiker (SPD), Reformpädagoge und Mitglied des Niedersächsischen Landtages. Inhaber des Bundesverdienstkreuzes 1. Klasse.

## Leben
Jensen besuchte die Oberrealschule in Kiel. Nach Ende des Lehrerseminars in Eckernförde-Borby arbeitete er als Lehrer zunächst in Felde bei Kiel, dann in Lauenburg/Elbe und schließlich in Hamburg. Im Jahr 1907 trat er der SPD bei. In den Jahren 1920 bis 1929 war er Lehrer und Rektor an der Berlin-Neuköllner Versuchsschule (Rütli-Schule). Für seine anschließende Berufung zum außerordentlichen Professor für Methodik und Didaktik an der Technischen Hochschule Braunschweig engagierte sich die dortige Freie Lehrergewerkschaft Deutschlands. Für diese verfassten Heinrich Rodenstein, Leo Regener und Hans Löhr die Denkschrift Weiterentwicklung der Lehrerausbildung, in deren Folge die Berufung Jensens durchgesetzt werden konnte.
Im Jahr 1933 wurde Adolf Jensen von den Nazis aus dem braunschweigischen Staatsdienst entlassen, nach dem Zweiten Weltkrieg im Januar 1946 jedoch wieder rehabilitiert. Vom 20. April 1947 bis 30. April 1951 war Jensen Mitglied des Niedersächsischen Landtages (1. Wahlperiode).